# Hyundai Santa Cruz
Der Hyundai Santa Cruz ist ein viertüriger kompakter Pick-up, der vom südkoreanischen Autohersteller Hyundai Motor Company für den nordamerikanischen Markt hergestellt wird. Der Santa Cruz wurde 2021 für das Modelljahr 2022 auf den Markt gebracht und ist der erste viertürige Pick-up von Hyundai in Nordamerika. Das Fahrzeug basiert auf dem Hyundai Tucson und hat eine selbsttragende Karosserie (wie auch der 2021 eingeführte Ford Maverick), im Gegensatz zum Leiterrahmen der meisten Pick-ups.

## Übersicht
Das Modell wurde im April 2021 für den nordamerikanischen Markt vorgestellt. Überarbeitete Versionen wurden im Juli 2023 und im März 2024 vorgestellt. Das Fahrzeug wird als „Sport Adventure Vehicle“ vermarktet und ist eng mit dem Tucson der vierten Generation verwandt und hat denselben Projektcode, denselben Produktionsstandort und das gleiche Armaturenbrett. Auch die Gestaltung der Front ist mit der des Tucson nahezu gleich.
Der Santa Cruz hat als Basismodell Frontantrieb, kann aber wahlweise mit einem Allradantrieb ausgerüstet werden. Die Vorderräder haben eine MacPherson-Federbeinaufhängung; hinten ist es eine Mehrlenker-Einzelradaufhängung mit selbstnivellierenden Stoßdämpfern, die das Fahrzeug auch dann gerade halten, wenn es mit Gewicht auf der Ladefläche oder einem Anhänger an der Anhängerkupplung beladen ist.

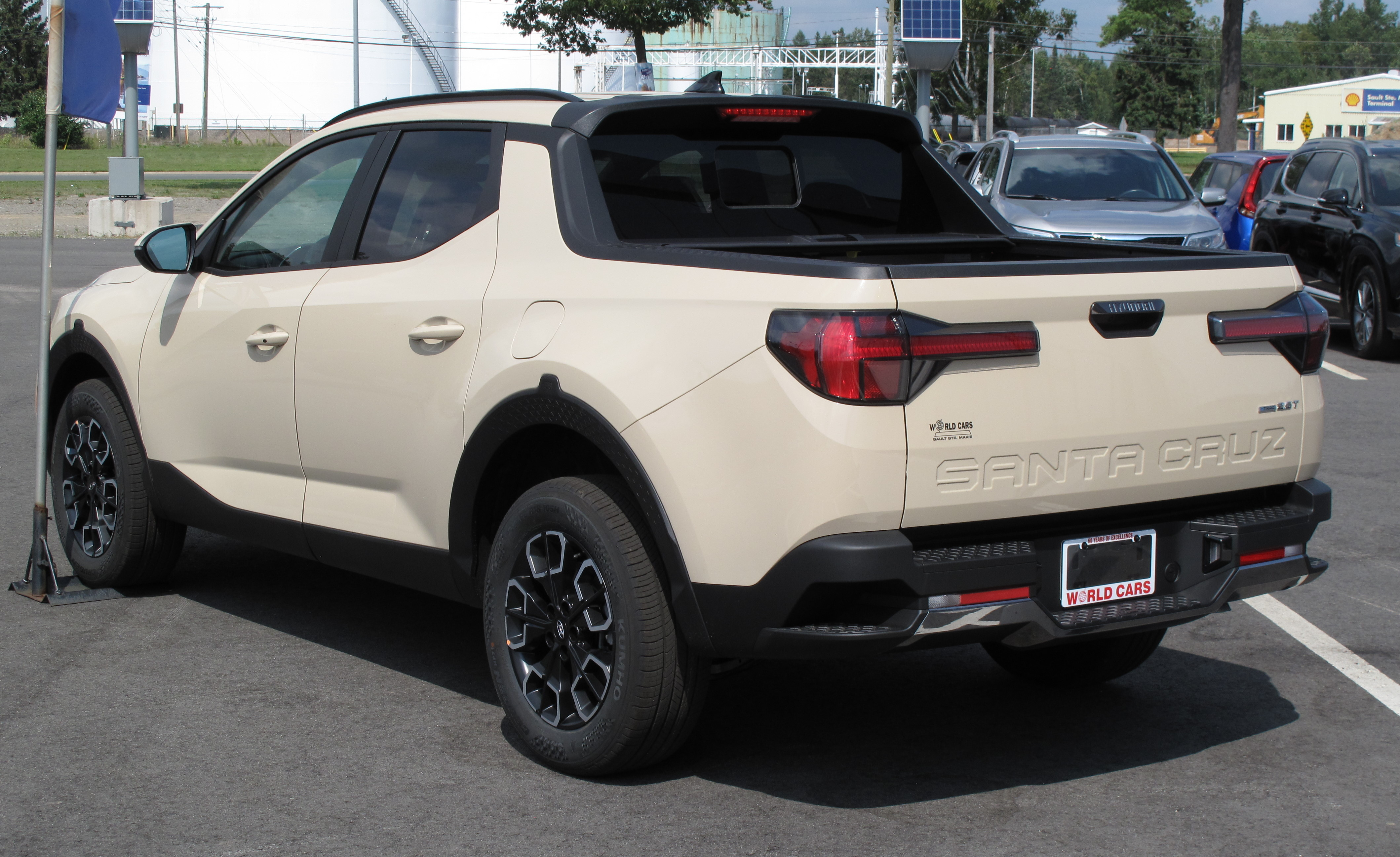
Heckansicht
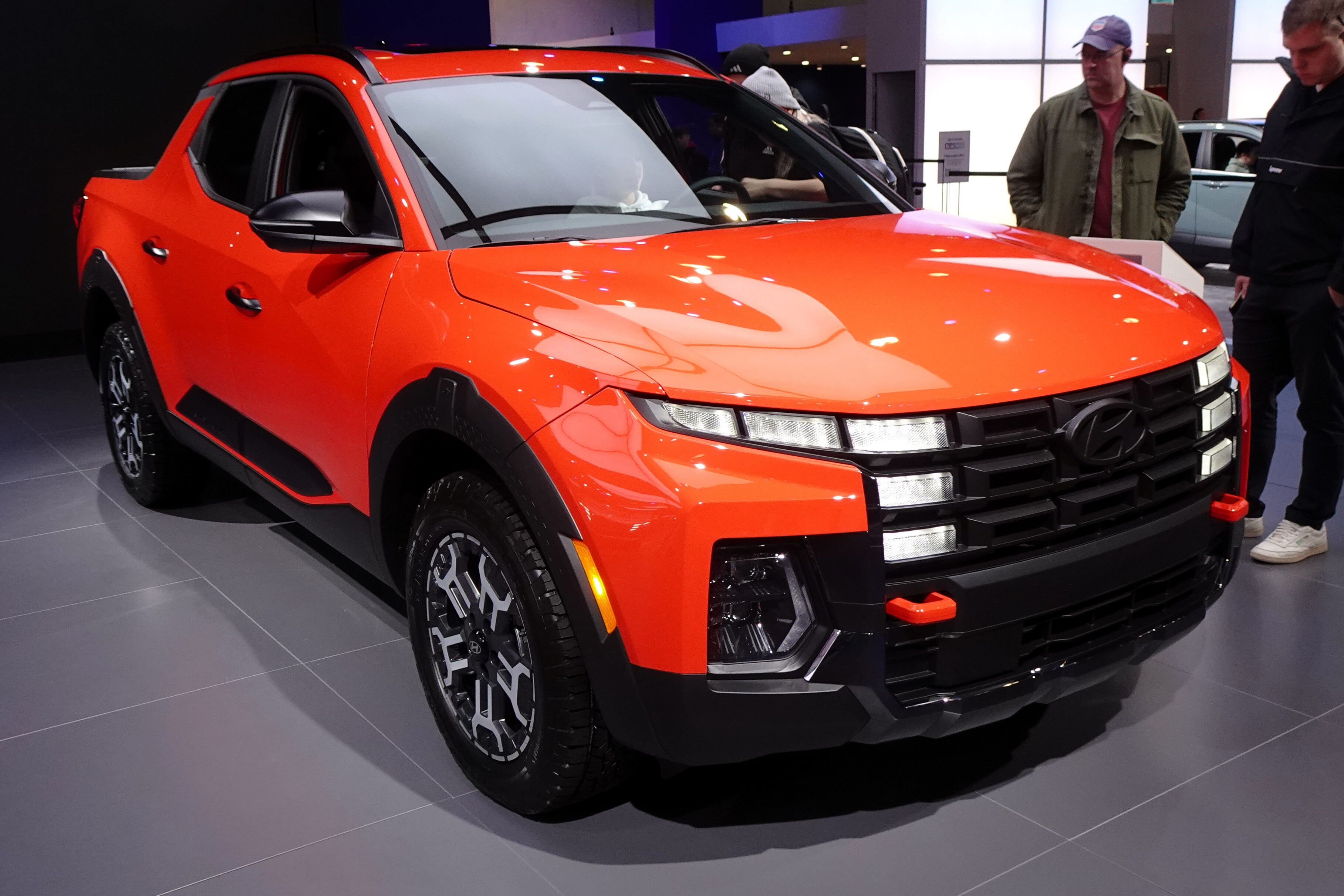
Hyundai Santa Cruz (seit 2024)
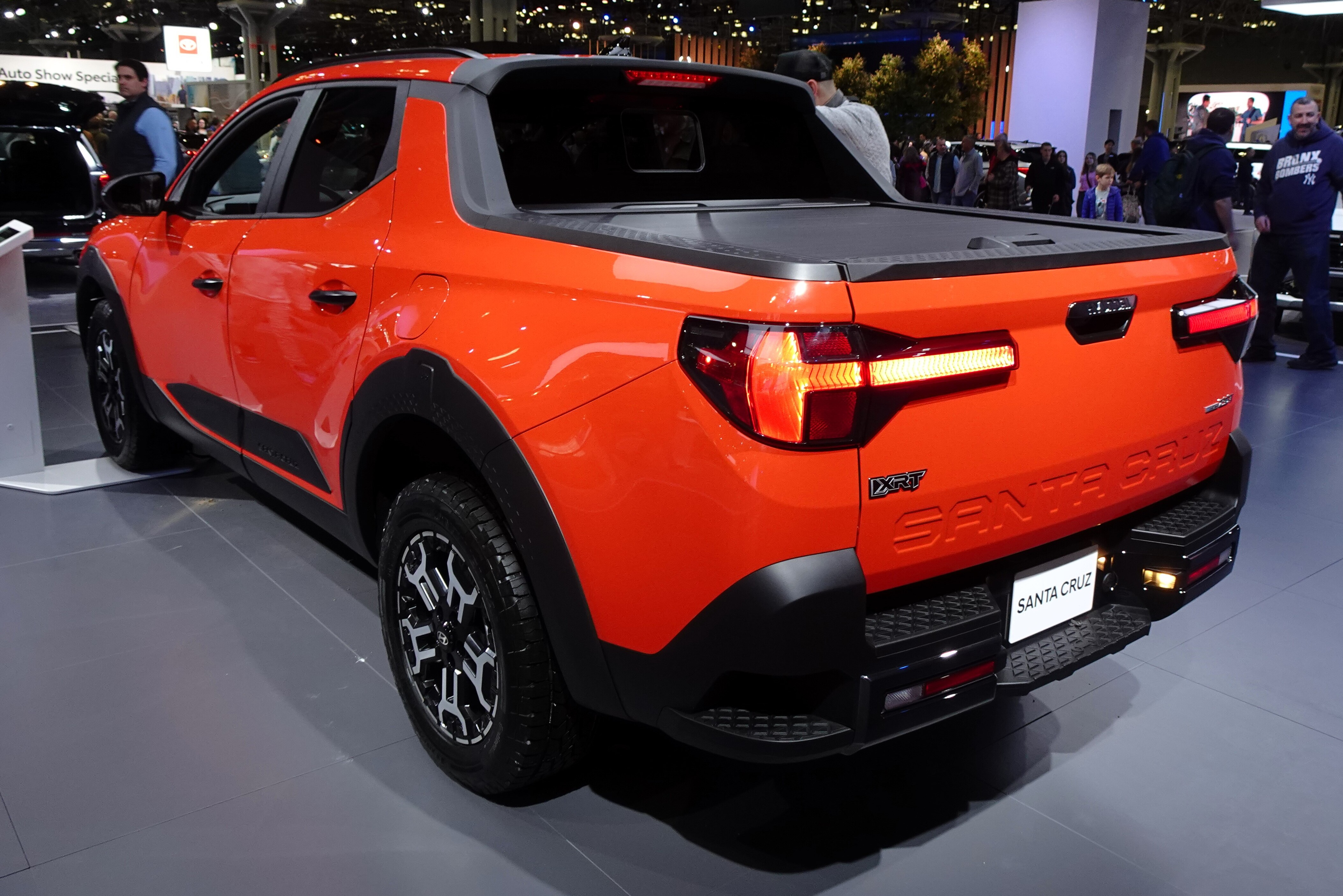
Heckansicht
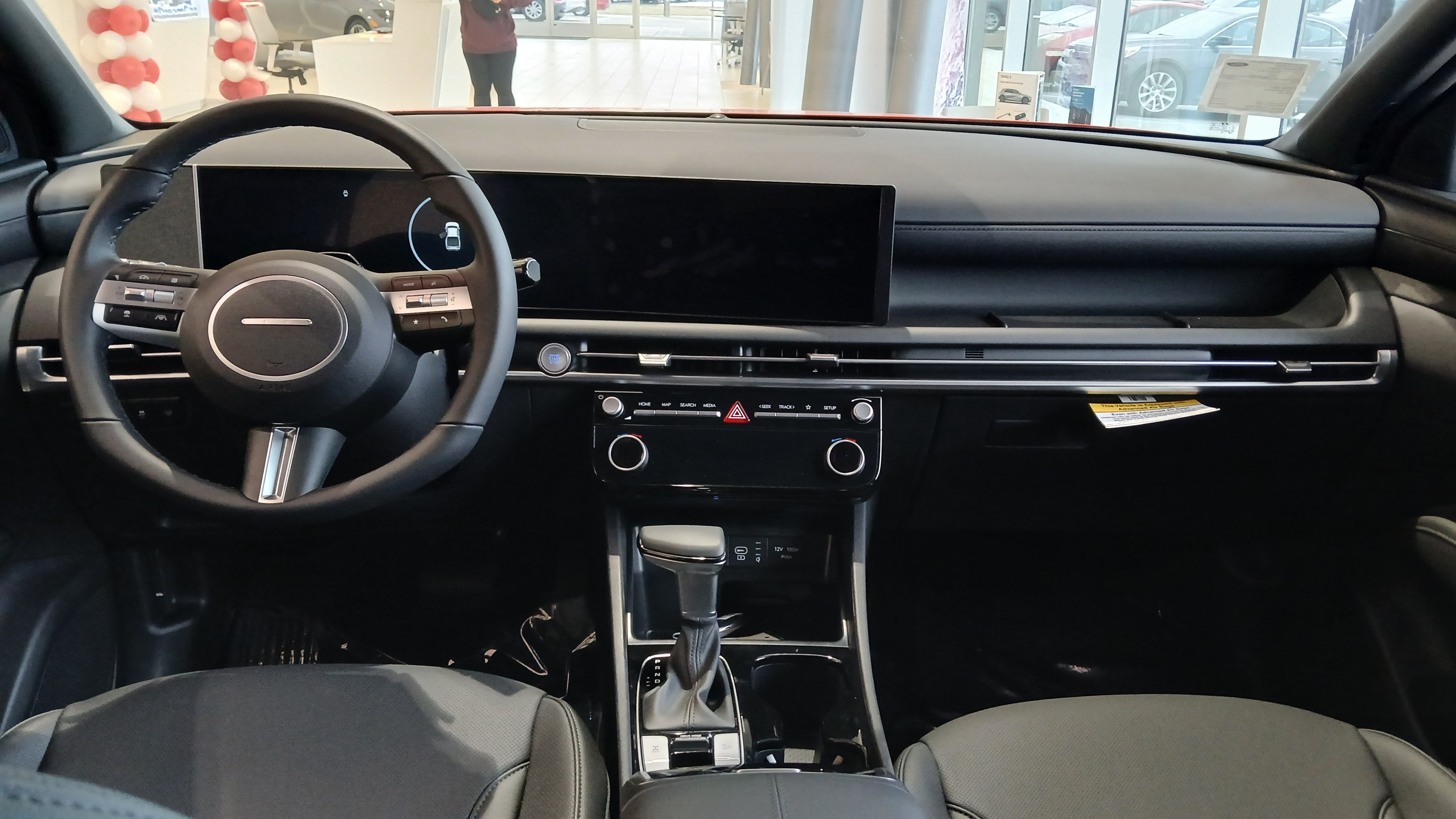
Innenansicht

### Antrieb
Das Fahrzeug ist serienmäßig mit einem 2,5-Liter-Vierzylinder-Ottomotor ausgestattet, der 194 PS (142 kW) leistet und ein Drehmoment von 245 Nm abgibt (nur in den USA). Alternativ ist auch ein turboaufgeladener 2,5-Liter-Ottomotor mit 285 PS (210 kW) und einem Drehmoment von 422 Nm erhältlich (Standard in Kanada). Der Basismotor ist an ein 8-Gang-Automatikgetriebe gekoppelt, während der Turbomotor ein 8-Gang-Doppelkupplungsgetriebe mit Schaltwippen hat.
| Kenngrößen                                  | 2.5                          | 2.5 Turbo                        |
| Bauzeitraum                                 | seit 2021                    | seit 2021                        |
| Motorkenndaten                              |                              |                                  |
| Motortyp                                    | R4-Ottomotor                 | R4-Ottomotor                     |
| Motoraufladung                              | —                            | Turbo                            |
| Hubraum                                     | 2497 cm³                     | 2497 cm³                         |
| max. Leistung                               | 142 kW (194 PS) bei 6100/min | 210 kW (285 PS) bei 5800/min     |
| max. Drehmoment                             | 245 Nm bei 4000/min          | 422 Nm bei 1700–4000/min         |
| Kraftübertragung                            |                              |                                  |
| Antrieb, serienmäßig                        | Vorderradantrieb             | Allradantrieb                    |
| Antrieb, optional                           | Allradantrieb                | —                                |
| Getriebe                                    | 8-Stufen-Automatikgetriebe   | 8-Stufen-Doppelkupplungsgetriebe |
| Messwerte                                   |                              |                                  |
| Höchstgeschwindigkeit                       | 196 km/h                     | 225 km/h                         |
| Beschleunigung, 0–100 km/h                  | 9,7 s                        | 6,4 s                            |
| Kraftstoffverbrauch auf 100 km (kombiniert) | 10,2 l Super                 | 10,7 l Super                     |
| Tankinhalt                                  | 67 l                         | 67 l                             |